# 特基布利市鎮
特基布利市鎮，是格魯吉亞中部伊梅雷蒂大区的市镇，行政中心为特基布利。市镇面積为479平方公里，2014年人口数量为20,839人，人口密度每平方公里44人。